# Караманская битва
Караманская битва — произошедшее в 1605 году сражение в устье реки Шура-озень, в результате которого царская армия Бориса Годунова была разбита объединёнными войсками князя Султан-Махмуда (представитель дома шамхалов, основатель и многолетний правитель Эндиреевского княжества) состоявшими из кумыков и союзных дагестанских народов. По оценке русского историка Н.М. Карамзина данное сражение остановило военную экспансию Русского государства в Каспийском регионе на 118 лет.

## Предыстория
Поводом к войне послужило обращение кахетинского царя Александра II к русскому царю Борису Годунову. Посол Александра II, архимандрит Грузинской православной церкви Кирилл, жаловался царю Борису Годунову на притеснения, творимые Шамхалом и ходатайствовал от имени своего царя, чтобы царь Борис, подобно своему предшественнику царю Фёдору I Иоанновичу, «... держал всю Иверскую землю под своею царскою высокою рукою и в оберегание и в защите от всех недругов».
Годуновым было принято решение послать рать под командованием воевод Ивана Бутурлина и Осипа Плещеева. В свою очередь послы Александра II обещали выслать в подкрепление русским войскам вспомогательное войско. Осенью 1604 года от устьев Терека выступило войско, состоявшее из трёх стрелецких полков, в состав которых вошли московские, казанские, астраханские и свияжские стрельцы общей численностью 10 тысяч человек. В Терском городке к ним были присоединены кроме терских (гребенских), донских и яицких казаков, также служилые кабардинцы (черкесы) под командованием князя Сунчалея Черкасского и ногайцы. На издержки похода из государственной казны было выделено 300 тысяч рублей
В результате успешного для русских войск первого этапа войны были захвачены Тарки. Правитель Тарковского Шамхальства Сурхай II Тарковский бежал к аварскому хану, передав полномочия по ведению войны своему младшему брату князю Султан-Муту (1548—1643) — младшему сыну Чопана I.
В Тарках, на Сулаке (Койсу) и Акташе русские принялись возводить крепостные сооружения. Отдельные отряды отправились в разных направлениях для добычи провианта. Кумыки ещё в августе скосили весь хлеб и спрятали его в особых тайниках. Не встречая нигде серьёзного сопротивления, русские отряды забирали в селениях найденный хлеб, отгоняли табуны и стада, жгли селения. Много людей было перебито или захвачено в плен и уведено в Тарки. Кумыки, избегая прямых столкновений с неприятелем, вели партизанскую войну.
Кахетинский царь медлил с посылкой своего войска в Дагестан. Поздней осенью, из-за нехватки продовольствия, Бутурлин отослал часть войска (около 5000 чел.) зимовать в Астрахань. Последние на пути следования были атакованы крупными силами кумыков. После кровопролитного сражения нападавшие бежали, потеряв 3 тыс. убитыми.
Вскоре шамхал «послаша к Турскому [турецкому] царю [султану], просяху от него помощи; он же присла к ним на помощь многое воинство». Младший брат Сурхая — Султан-Мут сумел к тому времени поднять, практически, все народы Дагестана против вторжения «неверных», и ранней весной вместе с турецкими янычарами осадил русские укрепления на Сулаке. Находившийся там с небольшим отрядом воевода В. Т. Долгоруков сжёг деревянные укрепления и морем ушёл на Терек. Так же поступил и сторожевой гарнизон на Акташе. В Тарках Бутурлин оказался в полной изоляции. После отказа последнего от сдачи Тарков, Султан-Мут с турецкими пашами попытались взять крепость штурмом. Часть крепостной стены была разрушена, а ещё не достроенная башня была взорвана вместе с «лучшими дружинами» московских стрельцов. Сразу после взрыва башни янычары и дагестанцы пошли на штурм, однако все приступы были отбиты с большими потерями для обеих сторон. Бутурлину вторично было предложено покинуть Тарки. Главный турецкий паша и шамхал обещали русским беспрепятственный проход на родину. Шамхал обязался взять на своё попечение тяжелобольных и раненых русских, которых приходилось оставить в Тарках, а по выздоровлении отпустить их на Терек. По взаимному соглашению ряда условий русские стрельцы покинули Тарки и направились к Сулаку. В обеспечение гарантии шамхал предоставил Бутурлину аманата (заложника), якобы ― своего сына. Согласно Костековскому преданию ― то был не шамхалов сын, а некий преступник, приговорённый к смерти.

## Ход битвы
На следующий день после ухода русских союзники праздновали окончание рамадана. По мнению Маршаева и Бутаева, в тот же день состоялась свадьба шамхала и дочери аварского хана. На ней присутствовало 20 тысяч воинов, «видевших гибель бессчётного количества своих соплеменников» и жаждущих мести. Известный русский исследователь Шмелёв А. С. считал, что союз шамхала с аварским ханом сомнителен, так как аварский хан ещё в 1604 году имел хорошие отношения с Московией, а так же свадьба шамхала с дочерью аварского хана во время боевых действий ни что иное как «исторический анекдот». Некий улем освободил шамхала от клятвы, «данной врагу». Кумыки и их союзники тут же, разделившись на несколько групп, скрытыми путями бросились преследовать стрельцов и застали последних за Озенскими болотами в устье реки Шура-озень. На первом же привале стрельцы были окружены и внезапно атакованы со всех сторон до того, как последние успели принять боевой порядок и использовать «огненный бой». Горцы с неистовой яростью бросались на стрельцов, последние в свою очередь сбивались в отдельные группы, каждая из которых дралась отдельно от других. Одним из первых, на глазах Ивана Бутурлина, погиб бросившийся в бой его молодой сын ― Фёдор. По сообщению летописей:

«Фёдор Иванович Бутурлин ― молод и красив лицом бился мужественно, на удивление врагам».
Оригинальный текст (древнерусск.)« Ѳедоръ Ивановичъ Бутурлинъ младъ сый бысть и лѣпъ лицомъ зѣло и бися мужественно, яко же всѣм дивитися поганымъ».

 — ПСРЛ Т. 14. Ч. I.
«Младъ лѣты и лѣпъ образомъ, сей нача прежде съ ними битися, и біяшеся крѣпко, его жъ поганіи видѣвше, мнозіи нападоша на него, и прежде всѣхъ убіенъ бысть…»

 — Новый летописец по списку кн. Оболенского

Костековское предание гласит, что «воевода Бутурлин, седобородый богатырь, видя неминуемую гибель русской рати, собственноручно изрубил шамхалова аманата на куски», не подозревая подлога. Горцы брали в кольцо отдельные группы стрельцов, предлагая последним бросить оружие, но по словам Н. Карамзина:
Русские единодушно обрекли себя на славную гибель; бились с неприятелем злым и многочисленным в рукопашь, человек с человеком, один с тремя, боясь не смерти, а плена.
Ожесточённая битва продолжалась несколько часов. В ней полегли почти все воеводы — Иван Бутурлин с сыном Фёдором, Осип Плещеев с сыновьями Богданом и Львом, Иван Полев, Иван Исупов и другие. В плен попали только тяжелораненые, лишь те немногие, которые «от ран изнемогоша», это — кн. Владимир Бахтеяров, сын И. Бутурлина — Пётр и стрелецкие головы Афанасий Благой и Смирной Маматов. Остальные тяжелораненые, по сообщению летописи, были добиты.

## Последствия
Оставшиеся в Тарках больные и раненые русские «погибли мучительною смертью». Взятый в плен князь и воевода В. Бахтеяров был передан турецкому султану и находился в заточении в Кафе, но через год был освобождён и вернулся на родину, где был одарен Годуновым и отпущен на Терек. С. Маматов, находясь в плену, принял ислам. Был казнён турками.
Впоследствии шамхал Герей вспоминал:
Русских людей знаю. К нам в Кумыки они прихаживали, а мы на них всеми городы съедемся и многие бои с ними бывали …живу в руки не даются, бьются до смерти.
Это сражение оставило территорию современного Дагестана вне влияния царской России ещё на целых 118 лет.

Военное противостояние не помешало также и Султан-Муту Эндиреевскому и его братьям уже в 1614 году и в последующие годы обращаться с просьбой о принятии в русское подданство. В 1616 году Султан-Мут через послов обращается с письмом к царю Михаилу Фёдоровичу: 
«Мы с великим князем и с белым царем хотим быти в дружбе. А вы чего деля не хотите быти в дружбе. И прежъ сего терские князи про нас писывали ложью, будто мы великому князю и белому царю недруги. И будто бы мы хотели в недружбе быти, и мы б тех ваших казаков (которых взяли в полон) к вам не отпустили… Будет вы хотите с нами в дружбе быти, а будет вы не хотите с нами в дружбе быти, то вы ведайте».